# Johann Baptist Modler
Johann Baptist Modler (getauft am 30. Mai 1697 in Hohenfels (Oberpfalz); † 11. November 1774 in Kößlarn) war ein deutscher Bildhauer und Stuckateur des Rokoko.

## Leben
Modler war das vierte und letzte Kind des Tuchmachers Johann Adam Modler und dessen Ehefrau Regina. Er wurde zunächst von seinem Vater als Tuchmacher ausgebildet und arbeitete als solcher in Obernberg am Inn bei Josef Groll. Am 11. November 1729 heiratete er dessen 19-jährige Tochter Maria Theresia Groll. Im Trauungsbuch wurde er bereits als „Stuckhadorer und Tuchmacher“ bezeichnet. Über seine Ausbildung als Stuckateur ist nichts bekannt. Vermutlich lernte Modler bei Franz Josef Holzinger aus Schörfling am Attersee und weiteren Meistern. Erste Modler zugeordnete Werke sind von Bandwerk geprägt, so zum Beispiel 1727/1728 im Kloster Rinchnach unter Johann Michael Fischer.
Seit 1736 lebte Modler mit seiner Familie in Kößlarn. Hier hatte er seine eigene bedeutende Werkstatt. Er arbeitete hauptsächlich im südostbairischen Raum, vor allem für die Klöster Fürstenzell, Asbach und Aldersbach. Von seinen elf Kindern waren auch seine Söhne Kaspar (1730–1758), Melchior (1732–1768) und Joseph Narziß (1739–1810) Mitarbeiter in der väterlichen Werkstatt. Während seiner ersten Jahre in Kößlarn sank aufgrund des österreichischen Erbfolgekriegs der Wohlstand in der Region, wodurch die künstlerischen Bautätigkeiten verringert, unterbrochen oder ganz eingestellt wurden. In dieser Zeit musste Modler mit seinen Arbeiten bereits acht Kinder ernähren. Aufgrund von Einquartierungen sowie wegen Plünderungen Kößlarns durch feindliche Truppen ist anzunehmen, dass Modlers Familie verarmt war. Das wiederholte Nichtzahlen des Kirchenzinses in den Jahren 1742 bis 1744 deutet ebenfalls auf diese Tatsache hin. Da er die Familie nicht alleine mit seiner künstlerischen Tätigkeit ernähren konnte, führte seine Frau zusätzlich eine Krämerei. Aus diesem Grunde wird er häufig als „Stukhadorer und Kramer“ geführt.
Modlers Sohn Joseph Narzissus übernahm die Werkstatt 1770. Modler starb am 11. November 1774 im Alter von 77 Jahren.  Modlers reich ornamentiertes Wohnhaus in Kößlarn wurde 1868 durch einen Brand zerstört.

## Werke
Auftraggeber Modlers waren vor allem die Klöster im südostbayerischen Raum. Nachfolgend eine Auswahl wichtiger Arbeiten:
- 1730–40: Außendekoration der Klostergebäude von Kloster Asbach
- 1741 ff.: Stuckierung der Klosterkirche von Kloster Fürstenzell (gemeinsam mit Georg Funk)
- etwa 1745–1750: Deckenstuck der Schlosskapelle von Schloss Kleeberg bei Ruhstorf
- 1746 ff.: Stuckierung der ehemaligen Prälatur der Klostergebäude Aldersbach
- 1748: Kanzel der Klosterkirche von Kloster Fürstenzell
- 1751–1756: Stuckierung der Dominikanerinnenkirche Hl. Kreuz in Regensburg
- um 1757: Stuckierung der Fassaden von Wörndlehaus, Apotheke und Schiffmeisterhaus in Obernberg am Inn
- 1758: Hochaltar, 1763–1764: Seitenaltäre und Kanzel der Siebenschläferkirche in Rotthof bei Ruhstorf
- 1768: Stuckierung des Stiegenhauses der Neuen Residenz in Passau

Detailansicht von Modlers Wohnhaus in Obernberg
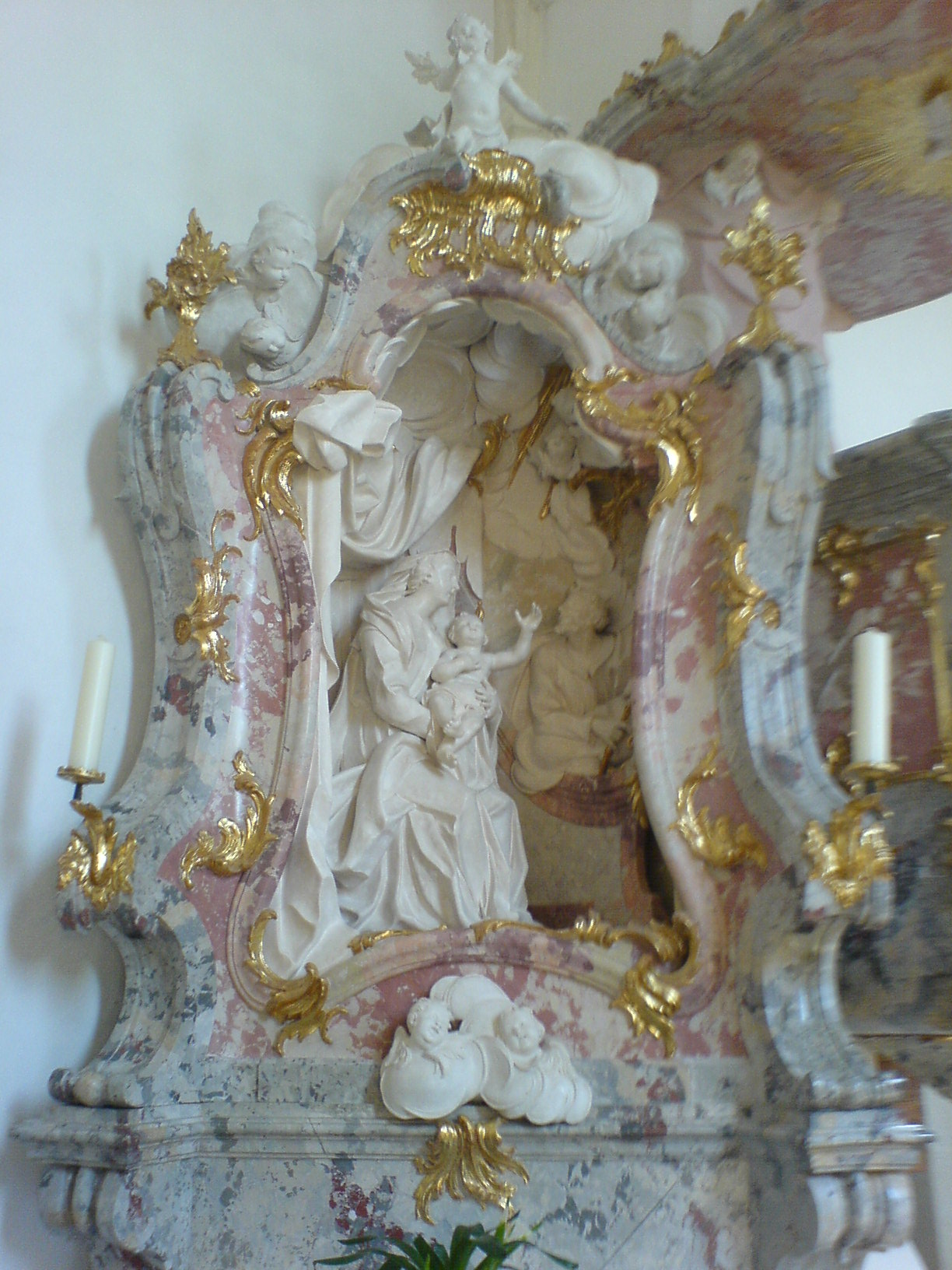
Ein Seitenaltar der Siebenschläferkirche Rotthof
Stuckfigur des Heiligen Florian um 1750
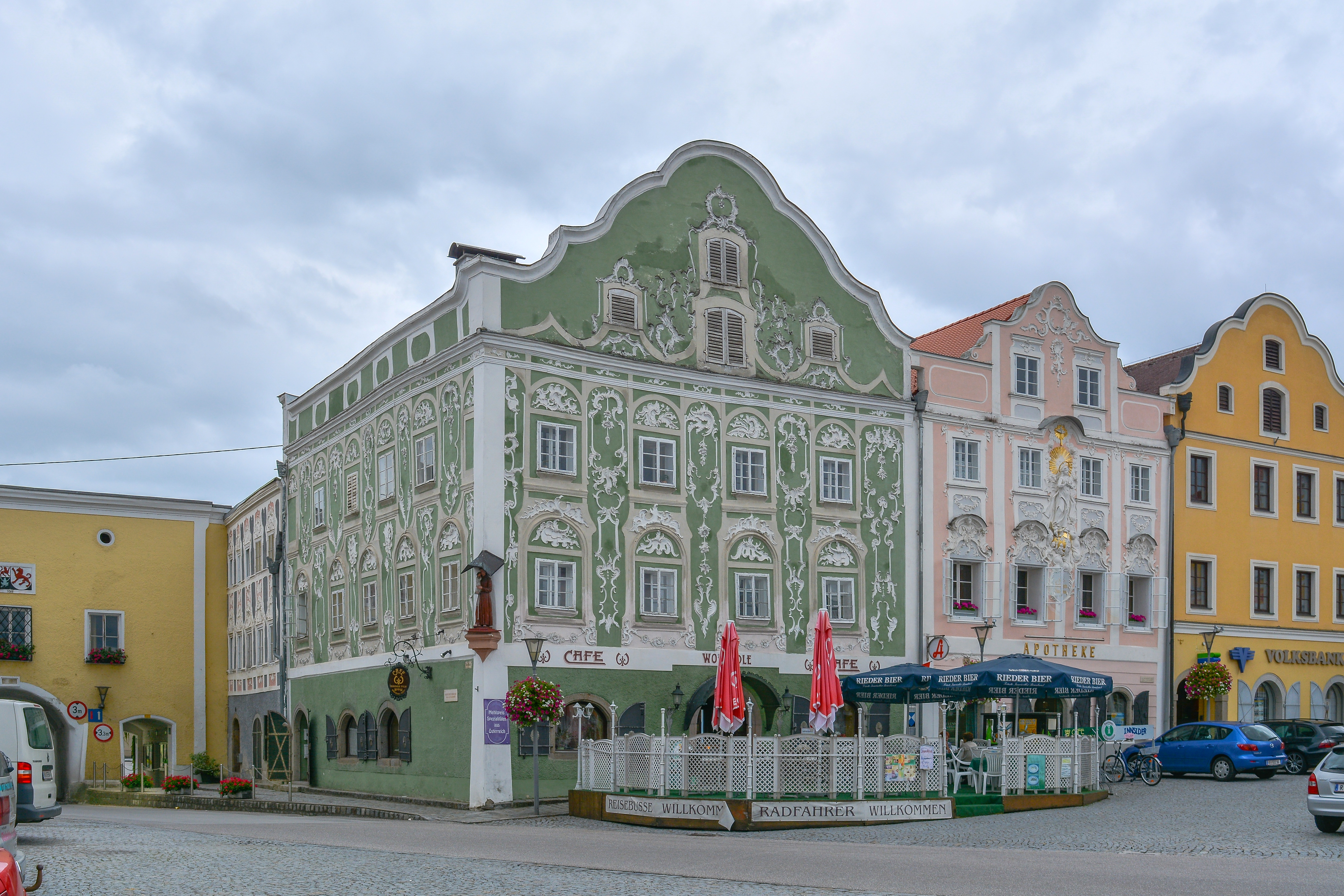
Worndlehaus und Apotheke Obernberg am Inn
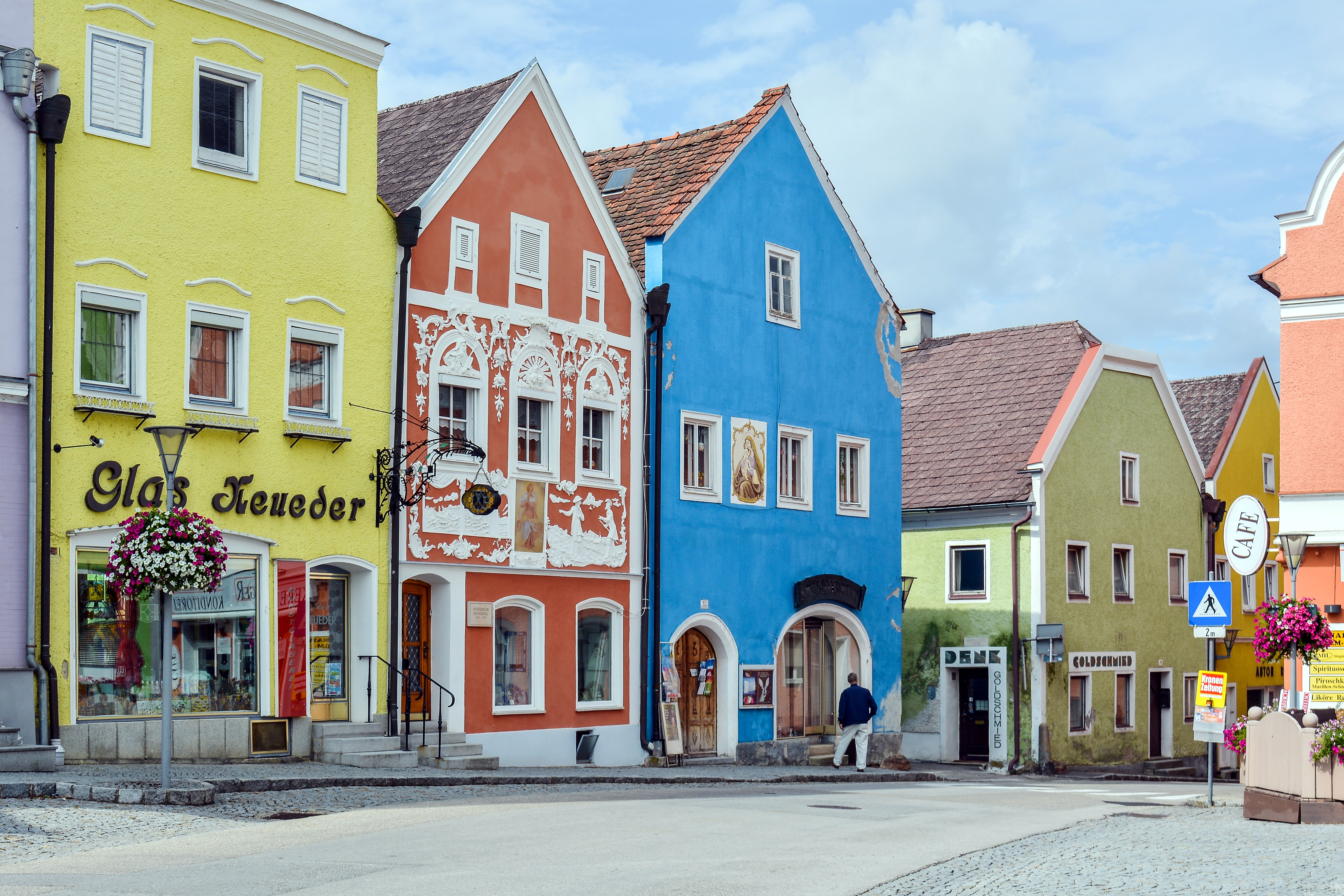
Modlersche Behausung Obernberg am Inn